# Japaga (Bośnia i Hercegowina)
Japaga (cyr. Јапага) – wieś w Bośni i Hercegowinie, w Republice Serbskiej, w gminie Han Pijesak. W 2013 roku liczyła 205 mieszkańców.